# Carlos Izquierdo
Carlos Arturo Izquierdo Méndez (ur. 2 października 1997) – kolumbijski zapaśnik walczący w stylu wolnym. Dwukrotny olimpijczyk. Zajął osiemnaste miejsce z Rio de Janeiro 2016 w kategorii 74 kg i dwunaste w Tokio 2020 w kategorii 86 kg. Zajął piąte miejsce na mistrzostwach świata w 2019 roku. 
Brązowy medalista igrzysk panamerykańskich w 2019 i piąty w 2023. Wicemistrz mistrzostw panamerykańskich w 2016; igrzysk boliwaryjskich w 2017, a także igrzysk Ameryki Środkowej i Karaibów w 2018 i 2023. Czwarty na młodzieżowych igrzyskach olimpijskich z 2014. Trzeci na mistrzostwach panamerykańskich juniorów w 2017 roku.